# Hydrophorus monodi
Hydrophorus monodi är en tvåvingeart som beskrevs av Couturier 1985. Hydrophorus monodi ingår i släktet Hydrophorus och familjen styltflugor.
Artens utbredningsområde är Mauretanien. Inga underarter finns listade i Catalogue of Life.